# Eterna domenica
Eterna domenica (La enfermedad del domingo) è un film del 2018 diretto da Ramón Salazar.
La pellicola ha partecipato al Festival di Berlino 2018 nella sezione Panorama.
Per questo lungometraggio l'attrice Susi Sánchez ha ottenuto il Premio Goya per la migliore attrice protagonista nella rassegna del 2019.

## Trama
Barcellona. Durante un pranzo di gala organizzato nella sua sontuosa abitazione, Anabel riconosce una delle ragazze ingaggiate per prestare servizio come cameriera, e ne rimane turbata. Si tratta della figlia Chiara, abbandonata più di trenta anni prima quando questa era una bambina di soli otto anni.
Tra freddezza ed imbarazzo, le due si incontrano il giorno seguente con Chiara che avanza una sola richiesta alla madre, il cui stuolo di avvocati si preoccupava di tutelarne l'immagine da scandali. Chiara chiede solo di passare dieci giorni con Anabel che, sorpresa ma non impaurita, finisce per accettare.
Spiegata la cosa all'attuale famiglia, Anabel parte per i Pirenei, dove Chiara ha una casa piuttosto isolata, e le due possono iniziare una convivenza forzata, apparentemente senza un programma neanche vago riguardo al da farsi nei dieci giorni a venire.
Dopo essersi ubriacata nella festa di paese, Chiara, recuperata e riportata a casa da Anabel, passa più di due giorni a letto. Quindi svela alla madre di essere malata. Il gelo iniziale tra le due si scioglie sempre di più e una mattina decidono di percorrere sullo stesso slittino una discesa su un alpine coaster. Durante la discesa Chiara si sente male e Anabel deve portarla in ospedale dove apprende l'estrema gravità della malattia della figlia.
Anabel vuole in qualche modo essere di aiuto a Chiara che, dopo un po' di reticenza, le dice ad un orecchio cosa davvero potrebbe fare per lei. La donna parte allora per Parigi dove incontra il padre di Chiara, Mathieu, che è ancora profondamente segnato dal suo abbandono e sa già tutto della figlia.
Tornata poi da Chiara, che trova in stato gravissimo, la prende e, portata in un vicino laghetto montano, si immerge nuda con lei nello stesso, per poi farla annegare. Si è compiuta così la sua volontà.